# Анас Махлуф
Анас Мохаммед Махлуф (араб. أنس مخلوف; нар. 12 червня 1973, Дамаск, Сирія) — сирійський футболіст та тренер, виступав на позиції нападника. Гравець збірної Сирії брав участь у відбіркових матчах чемпіонату світу 1994 року.

## Кар'єра гравця
Взимку 1996 року самарські «Крила Рад» під час зборів у Сирії провели зустріч із місцевою національною командою. Махлуф, який виступав у її складі, забив самарцям гол. Через деякий час тренер «Крил» Олександр Авер'янов запросив Махлуфа і Ніхада Буші до своєї команди. Перехід відбувся у липні 1996 року під час літніх дозаявок. З перших матчів Анас показав себе хорошим нападником. У вище вказаному сезоні забив 6 м'ячів у 12 матчах.
Постійні травми переслідували сирійця наступні два сезони, і 1999 року він разом із Авер'яновим перейшов до ярославського «Шинника». 2001 року грав у казанському «Рубіні» у Першому дивізіоні. Завершував кар'єру футболіста в Сирії.

## Кар'єра тренера
Досить швидко йому вдалося висунутись до числа провідних фахівців країни. 2013 року працював головним тренером збірної Сирії, потім тренував столичний «Аль-Джаїш».
З 2015 року — головний тренер ліванського клубу «Салам Загарта».